# Стробілюрус їстівний
Стробілюрус їстівний (Strobilurus esculentus) — вид грибів роду Стробілюрус (Strobilurus). Сучасну біномінальну назву надано у 1962 році.

## Будова
Опукла сіро-коричнева шапинка — 1-3 см. Пластини білі. Споровий порошок білий. Ніжка тонка зі світлим верхом. Пахне грибами.

## Життєвий цикл
Плодові тіла з'являються після сходження снігу і до настання тепла у квітні — травні.

## Поширення та середовище існування
Росте навколо ялинкових шишок у лісах. Міцелій входить у землю і зв'язок не зрозумілий.

## Практичне використання
Їстівний гриб. Через малі розміри непридатний до збирання.